# 天主教科利馬教區
天主教科利馬教區（拉丁語：Dioecesis Colimensis）是墨西哥一個羅馬天主教教區，屬瓜達拉哈拉總教區。
教區成立於1881年12月11日，包括科利馬州以及哈利斯科州八市。2006年有教友591,262人（佔轄區總人口91.0%）、五十二個堂區、135名司鐸。現任教區主教為若瑟·類思·阿梅斯夸·梅爾戈薩。